# Hyderabad Football Club 2024-2025
Questa voce raccoglie le informazioni riguardanti l'Hyderabad nelle competizioni ufficiali della stagione 2024-2025.

## Maglie e sponsor
| Casa | Trasferta |

## Organico

### Rosa
| N. |                          | Ruolo | Calciatore                |
| -- | ------------------------ | ----- | ------------------------- |
| 1  | India (bandiera)         | P     | Arshdeep Singh            |
| 3  | India (bandiera)         | D     | Mohammed Rafi             |
| 4  | India (bandiera)         | D     | Alex Saji                 |
| 5  | Brasile (bandiera)       | C     | Andrei Alba               |
| 6  | India (bandiera)         | C     | Parag Shrivas             |
| 7  | Guinea-Bissau (bandiera) | A     | Edmilson Correia          |
| 8  | India (bandiera)         | C     | Ayush Adhikari            |
| 9  | Brasile (bandiera)       | A     | Allan Paulista            |
| 10 | India (bandiera)         | A     | Ramhlunchhunga            |
| 11 | Giappone (bandiera)      | A     | Cy Goddard                |
| 12 | India (bandiera)         | A     | Aaren D'Silva             |
| 14 | India (bandiera)         | C     | Lalchhanhima Sailo        |
| 17 | India (bandiera)         | C     | Abijith PA                |
| 18 | India (bandiera)         | C     | Rashid Madambillath       |
| 20 | India (bandiera)         | D     | Vijay Marandi             |
| 21 | India (bandiera)         | D     | Laldanmawia Hrangthankima |
| 22 | India (bandiera)         | C     | Aron Vanlalrinchhana      |

| N. |                   | Ruolo | Calciatore         |
| -- | ----------------- | ----- | ------------------ |
| 23 | India (bandiera)  | A     | Joseph Sunny       |
| 24 | India (bandiera)  | C     | Lenny Rodrigues    |
| 25 | India (bandiera)  | D     | Leander D’Cunha    |
| 27 | India (bandiera)  | A     | Sourav K           |
| 28 | India (bandiera)  | C     | Isaac Vanmalsawma  |
| 29 | India (bandiera)  | A     | Devendra Murgaokar |
| 31 | India (bandiera)  | P     | Karanjit Singh     |
| 33 | India (bandiera)  | P     | Lalbiakhlua Jongte |
| 41 | India (bandiera)  | D     | Manoj Mohammad     |
| 43 | India (bandiera)  | D     | Soyal Joshy        |
| 47 | India (bandiera)  | A     | Amon Lepcha        |
| 50 | India (bandiera)  | P     | Aaryan Saroha      |
| 65 | Serbia (bandiera) | D     | Stefan Šapić       |
| 77 | India (bandiera)  | A     | Abdul Rabeeh       |
| 99 | India (bandiera)  | C     | Cris Sherpa        |
|    | India (bandiera)  | D     | Mohammed Kaif      |

### Staff tecnico
- - Allenatore
- Shameel Chembakath - Vice allenatore
- Suraj Pillai - Vice allenatore
- Luis Mario Aguiar - Allenatore portieri

## Calciomercato
Nel marzo 2024 al club è stato impedito di registrare nuovi giocatori per le successive due finestre dopo aver ricevuto un divieto di trasferimento da parte del comitato per lo status dei giocatori della All India Football Federation. Il club della Indian Super League (ISL) è stato punito per recidivi dopo aver mancato di pagare gli stipendi a diversi giocatori e funzionari. Dopo il passaggio al BC Jindal Group i problemi finanziari sono stati risolti ed è stato sbloccato il mercato. 
| Acquisti | Acquisti                  | Acquisti         | Acquisti      |
| R.       | Nome                      | da               | Modalità      |
| -------- | ------------------------- | ---------------- | ------------- |
| P        | Aaryan Saroha             |                  |               |
| P        | Lalbiakhlua Jongte        | Mohammedan       | Fine prestito |
| P        | Arshdeep Singh            |                  | Svincolato    |
| P        | Karanjit Singh            |                  | Svincolato    |
| D        | Vijay Marandi             |                  |               |
| D        | Manoj Mohammad            |                  |               |
| D        | Laldanmawia Hrangthankima | Hyderabad B      | Definitivo    |
| D        | Alex Saji                 |                  |               |
| D        | Mohammed Rafi             |                  |               |
| D        | Soyal Joshy               | Bengaluru United | Fine prestito |
| D        | Leander D’Cunha           |                  |               |
| D        | Stefan Šapić              |                  | Svincolato    |
| C        | Abijith PA                |                  |               |
| C        | Aron Vanlalrinchhana      |                  |               |
| C        | Cris Sherpa               |                  |               |
| C        | Vignesh Dakshinamurthy    | Odisha           | Fine prestito |
| C        | Lalchhanhima Sailo        |                  |               |
| C        | Lalchungnunga Chhangte    | Rajasthan Utd    | Fine prestito |
| C        | Isaac Vanmalsawma         |                  | Svincolato    |
| C        | Parag Shrivas             |                  | Svincolato    |
| C        | Ayush Adhikari            |                  | Svincolato    |
| C        | Lenny Rodrigues           |                  | Svincolato    |
| C        | Rashid Madambillath       |                  |               |
| C        | Andrei Alba               |                  | Svincolato    |
| A        | Amon Lepcha               |                  |               |
| A        | Joseph Sunny              |                  |               |
| A        | Abdul Rabeeh              |                  |               |
| A        | Aaren D'Silva             |                  |               |
| A        | Ramhlunchhunga            |                  |               |
| A        | Devendra Murgaonkar       | FC Goa           | Definitivo    |
| A        | Sourav K                  |                  | Svincolato    |
| A        | Cy Goddard                |                  | Svincolato    |
| A        | Allan Paulista            | Dingnan Ganlian  | Definitivo    |
| A        | Edmilson Correia          |                  | Svincolato    |

| Cessioni | Cessioni               | Cessioni        | Cessioni   |
| R.       | Nome                   | a               | Modalità   |
| -------- | ---------------------- | --------------- | ---------- |
| P        | Laxmikant Kattimani    | FC Goa          | Definitivo |
| P        | Aman Kumar Sahni       | Calicut         | Definitivo |
| D        | Jeremy Zohminghlua     | Odisha          | Definitivo |
| D        | Sajad Hussain Parray   | Mohammedan      | Definitivo |
| C        | Mark Zothanpuia        |                 | Svincolato |
| C        | Makan Chote            | Mohammedan      | Definitivo |
| C        | Vignesh Dakshinamurthy | Chennaiyin      | Definitivo |
| C        | Sahil Tavora           | FC Goa          | Definitivo |
| C        | João Victor            |                 | Svincolato |
| C        | Lalchungnunga Chhangte | Sreenidi Deccan | Definitivo |

### Mercato invernale
| Acquisti | Acquisti      | Acquisti | Acquisti   |
| R.       | Nome          | da       | Modalità   |
| -------- | ------------- | -------- | ---------- |
| D        | Mohammed Kaif | Zinc FA  | Definitivo |

| Cessioni | Cessioni      | Cessioni        | Cessioni   |
| R.       | Nome          | a               | Modalità   |
| -------- | ------------- | --------------- | ---------- |
| D        | Mohammed Kaif | Diamond Harbour | Prestito   |
| A        | Aaren D'Silva | FC Goa          | Definitivo |

### Cambio di allenatore
| Allenatore in uscita | Motivo  | Dal           | Fino al          | Allenatore in entrata        | A partire dal    |
| -------------------- | ------- | ------------- | ---------------- | ---------------------------- | ---------------- |
| Thangboi Singto      | Esonero | 7 luglio 2023 | 18 dicembre 2024 | Shameel Chembakath (Interim) | 18 dicembre 2024 |

## Risultati

### Indian Super League
| Arbitro: | Nagvenkar T. |

|                                                |           |  |
| Rahul Bheke 5’ Sunil Chhetri 85’ (Rig.), 90+4’ | Marcatori |  |

| Arbitro: | Ramdasan K. |

|                                      |           |  |
| Ezequiel Vidal 35’ Filip Mrzljak 71’ | Marcatori |  |

| Hyderabad 1 ottobre 2024, ore 16:00 UTC+5:30 4ª giornata | Hyderabad | 0 – 0 referto | Chennaiyin | GMC Balayogi Stadium\| Arbitro: \| Kumar A. \| |
| Arbitro:                                                 | Kumar A.  |               |            |                                                |

| Arbitro: | Amatya M. |

|                                     |           |                |
| Rei Tachikawa 29’ Jordan Murray 44’ | Marcatori | 50’ Cy Goddard |

| Arbitro: | Banerjee P. |

|  |           |                                                           |
|  | Marcatori | 4’, 15’ Allan Paulista 13’ Stefan Šapić 51’ Parag Shrivas |

| Arbitro: | Kumar Gupta R. |

|  |           |                                     |
|  | Marcatori | 37’ Manvir Singh 56’ Subashish Bose |

| Arbitro: | Das S. |

|                   |           |                             |
| Jesús Jiménez 13’ | Marcatori | 43’, 70’ (Rig.) Andrei Alba |

| Arbitro: | Ramdasan K. |

|  |           | |
|  | Marcatori | 12’ Isak Vanlalruatfela 30’ Diego Maurício 51’ (A.g.) Lalbiakhlua Jongte 70’ Mourtada Fall 75’ Lalthathanga Khawlhring 89’ Rahim Ali |

| Arbitro: | Nagvenkar T. |

|                  |           |  |
| Mehtab Singh 29’ | Marcatori |  |

| Arbitro: | Mondal P. |

|  |           |                                       |
|  | Marcatori | 33’ Udanta Singh 44’ Iker Guarrotxena |

| Arbitro: | Banerjee P. |

|                 |           |  |
| Irfan Yadwad 5’ | Marcatori |  |

| Arbitro: | Amatya M. |

|                          |           | |
| Edmilson Correia 5’, 12’ | Marcatori | 18’, 61’ Guillermo Fernández 54’ (A.g.) Lenny Rodrigues 73’ Alaeddine Ajaraie 78’ (A.g.) Alex Saji |

| Arbitro: | Ramdasan K. |

|                    |           |                   |
| Manoj Mohammad 90’ | Marcatori | 64’ Jeakson Singh |

| Arbitro: | Kundu H. |

|                                                          |           |  |
| Stefan Šapić 9’ (A.g.) Tom Aldred 41’ Jason Cummings 51’ | Marcatori |  |

| Arbitro: | Kanojia A. |

|                    |           |                      |
| Armando Sadiku 52’ | Marcatori | 90+1’ Allan Paulista |

| Arbitro: | Banerjee P. |

|                        |           |                   |
| Devendra Murgaokar 21’ | Marcatori | 78’ Sunil Chhetri |

| Arbitro: | Lakshay L. |

|                                                    |           |                                       |
| Mohammed Rafi 12’ Joseph Sunny 69’ Andrei Alba 74’ | Marcatori | 24’ (Rig.), 28’ (Rig.) Javi Hernández |

| Arbitro: | John C. |

|                                                                                           |           |                    |
| Guillermo Fernández 18’ Alaeddine Ajaraie 45’ Asheer Akhtar 79’ Mohammed Ali Bemammer 89’ | Marcatori | 71’ Manoj Mohammad |

| Arbitro: | Kundu H. |

|                                                            |           |                 |
| Allan Paulista 24’ Ramhlunchhunga 45+1’ Joseph Sunny 90+6’ | Marcatori | 78’ Makan Chote |

| Arbitro: | Nagvenkar T. |

|                                                  |           |                  |
| Mourtada Fall 47’ Hugo Boumous 49’ Rahim Ali 70’ | Marcatori | 30’ Stefan Šapić |

| Hyderabad 19 febbraio 2025, ore 15:00 UTC+5:30 23ª giornata | Hyderabad | 0 – 0 referto | Mumbai City | GMC Balayogi Stadium\| Arbitro: \| Kumar A. \| |
| Arbitro:                                                    | Kumar A.  |               |             |                                                |

| Arbitro: | Sekaran S. |

|                                               |           |  |
| Manoj Mohammad 86’ (A.g.) Raphaël Bouli 90+4’ | Marcatori |  |

| Arbitro: | Mondal P. |

|                      |           |                                                           |
| Ramhlunchhunga 90+4’ | Marcatori | 41’ (A.g.) Alex Saji 56’ Luka Majcen 86’ Shami Singamayum |

| Arbitro: | Kumar A. |

|              |           |                  |
| Sourav K 45’ | Marcatori | 7’ Dušan Lagator |

#### Andamento in campionato
| Giornata  | 1 | 2  | 3  | 4  | 5  | 6  | 7  | 8  | 9  | 10 | 11 | 12 | 13 | 14 | 15 | 16 | 17 | 18 | 19 | 20 | 21 | 22 | 23 | 24 | 25 | 26 |
| --------- | - | -- | -- | -- | -- | -- | -- | -- | -- | -- | -- | -- | -- | -- | -- | -- | -- | -- | -- | -- | -- | -- | -- | -- | -- | -- |
| Luogo     | X | T  | T  | C  | T  | T  | C  | T  | C  | T  | C  | T  | C  | C  | T  | T  | C  | C  | T  | X  | C  | T  | C  | T  | C  | C  |
| Risultato | X | P  | P  | N  | P  | V  | P  | V  | P  | P  | P  | P  | P  | N  | P  | N  | N  | V  | P  | X  | V  | P  | N  | P  | P  | N  |
| Posizione | 8 | 13 | 13 | 12 | 12 | 11 | 11 | 11 | 11 | 12 | 12 | 12 | 12 | 12 | 12 | 13 | 13 | 12 | 12 | 12 | 12 | 12 | 12 | 12 | 12 | 12 |

Legenda:

Luogo: C = Casa; T = Trasferta. Risultato: V = Vittoria; N = Pareggio; P = Sconfitta.

### Super Cup
| Bhubaneswar 24 aprile 2025, ore 16:30 UTC+5:30 Ottavi di finale             | Jamshedpur | 2 – 0 referto | Hyderabad | Kalinga Stadium (1 419 spett.) |
| \| \| \| \| \| Javier Siverio 39’ (Rig.) Stephen Eze 64’ \| Marcatori \| \| |            |               |           |                                |
|                                                                             |            |               |           |                                |
| Javier Siverio 39’ (Rig.) Stephen Eze 64’                                   | Marcatori  |               |           |                                |

### Durand Cup
La squadra era nel gruppo F insieme a Goa, Nepal Army e Shillong Lajong ma a causa delle molteplici squalifiche è stata sostituita dal Rangdajied United.